# Пашин Євген Владленович
Євген Владленович Пашин (1 травня 1960, Київ) — український актор кіно та дубляжу.

## Біографія
Народився 1 травня 1960 року у Києві.
У 1981 році закінчив Київський державний інститут театрального мистецтва імені Івана Карпенка-Карого.
Член Національної спілки кінематографістів України.

## Особисте життя
Має трьох дітей: старший син Олег, середній Іван та молодша донька Надія.

## Фільмографія
- «Чекаю і сподіваюсь» (1980)
- «Від Бугу до Вісли» (1980)
- «Пора літніх гроз» (1980)
- «Старі листи» (1981)
- «Під свист куль» (1981)
- «Ніжність до ревучого звіра» (1982)
- «Екіпаж машини бойової» (1983)
- «Прелюдія долі» (1984)
- «Макар-слідопит» (1984)
- «За ніччю день іде» (1984)
- «Володьчине життя» (1984)
- «В лісах під Ковелем» (1984)
- «Кожен мисливець бажає знати...» (1985)
- «Побачення по Чумацькому шляху» (1985)
- «Розповідь барабанщика» (1985)
- «Вклонись до землі» (1985)
- «Дайте нам чоловіків!» (1985)
- «Осінні ранки» (1985)
- «Подвиг Одеси» (1985)
- «Батальйони просять вогню» (1985)
- «Десь гримить війна» (1986)
- «Міст через життя» (1986)
- «Ігор Саввович» (1986)
- «Виконати будь-яку правду» (1987)
- «Золоте весілля» (1987)
- «Жив-був Шишлов» (1987)
- «Державний кордон» (1987)
- «У Криму не завжди літо» (1987)
- «Захисту не потребую» (1987)
- «Слідством встановлено» (1987)
- «Марія» (1988)
- «Поклик родинного томління» (1988)
- «Дорога через руїни» (1989)
- «Івін А.» (1990)
- «Нотатки божевільного» (1990)
- «Це ми, Господи!..» (1990)
- «Особиста зброя» (1991)
- «Останній бункер» (1991)
- «Ніагара» (1991)
- «Тиша» (1992)
- «Очікуючі вантаж на рейді Фучжоу біля пагоди» (1993)
- «Judenkreis, або Вічне колесо» (1996)
- «Приятель небіжчика» (1997)
- «Сьомий маршрут» (1997)
- «Слід перевертня» (2001)
- «Кому не спиться у глуху ніч» (2001)
- «Під дахами великого міста» (2002)
- «Весела компанія» (2003)
- «Украдене щастя» (2004)
- «Легенда про Кащія, або у пошуках тридесятого царства» (2004)
- «Саквояж з світлим минулим» (2006)
- «Жіноча робота з ризиком для життя» (2006)
- «Дурдом» (2006)
- «Жага екстриму» (2007)
- «Рідні люди» (2008)
- «Ой, матусі…» (2008)
- «Нічна зміна» (2008)
- «Життя на двох» (2008)
- «Багряний колір снігопаду» (2008)
- «По закону» (2009)
- «Полювання на Вервольфа» (2009)
- «Пастка» (2009)
- «Загадай бажання» (2009)
- «Дві сторони однієї Анни» (2009)
- «Акула» (2009)
- «Єфросинья» (2010—2013)
- «Ярість» (2011)
- «Острів непотрібних людей» (2011)
- «Картина крейдою» (2011)
- «Екстрасенси-детективи» (2011)
- «Доставити за будь-яку ціну» (2011)
- «Повернення Мухтара-7» (2011)
- «Синевір» (2012)
- «Жіночий лікар» (2012—2013)
- «Брат за брата-2» (2012)
- «Ангели війни» (2012)
- «Нюхач» (2013)
- «Без права на вибір» (2013)
- «Швидка допомога» (2014)
- «Особиста справа» (2014)
- «Відділ 44» (2015)
- «Весільна сукня» (2016)
- «Поганий хороший коп» (2016)
- «Листи з минулого» (2016)
- «Одинак» (2016)
- «Улюблена вчителька» (2016)
- «Хороший хлопець» (2017)
- «Ментівські війни. Одеса» (2017)
- «Конвой» (2017)
- «Опер за викликом» (2018)
- «За законом воєнного часу-2» (2018)
- «Подорож до центру душі» (2018)
- «Краще за всіх» (2018)
- «Сурогатна мати» (2019)
- «Серце матері» (2019)
- «Таємниця Марії» (2019)
- «Швабра» (2019)
- «Сашка» (2021)

## Дублювання та озвучення
Сотні ролей українською та російською для студій та телеканалів «1+1», «Так Треба Продакшн», «Le Doyen» та інших.